# Blue1
Blue1 er et produktionsselskab for Scandinavian Airlines. Det blev etableret i 1987 som Air Botnia og havde sin første flyvning året efter. Hovedbasen er Københavns Lufthavn i Kastrup.
SAS Group købte firmaet i januar 1998. I 2004 skiftede selskabet navn til Blue1 og blev markedsført af Scandinavian Airlines som et lavprisselskab i konkurrence med Finnair. Den 1. november 2012 blev Blue1 produktionsselskab for SAS, i et led af 4EXCELLENCE, hvilket indebærer at:
- Blue1s website er lukket og hedder nu www.sas.fi.
- Blue1 flyver på SK prefix og med SCANDINAVIAN som callsign.
- Marketing og salg håndteres af SAS
- Blue1 forlader Star Alliance

Flyene er stadig malet i Blue1-farver og er stadig finsk indregistrerede. 

## Flåde
- 9 Boeing 717-200 - Flyver for Scandinavian  Airlines.

## Star Alliance
3. november 2004 blev selskabet, som det første, regionalt medlem af Star Alliance, men først fuldt medlem af alliancen 1. januar 2010. I 2012 forlod Blue1 Star Alliance i forbindelse med omstruktureringen fra SAS.